# Копаніни (гміна Сокольники)
Копаніни (пол. Kopaniny) — село в Польщі, у гміні Сокольники Верушовського повіту Лодзинського воєводства.
Населення — 184 особи (2011).
У 1975-1998 роках село належало до Каліського воєводства.

## Демографія
Демографічна структура станом на 31 березня 2011 року:
|          | Загалом | Допрацездатний вік | Працездатний вік | Постпрацездатний вік |
| -------- | ------- | ------------------ | ---------------- | -------------------- |
| Чоловіки | 90      | 21                 | 57               | 12                   |
| Жінки    | 94      | 20                 | 49               | 25                   |
| Разом    | 184     | 41                 | 106              | 37                   |